# Ana María Martínez Colón
Ana María Martínez (San Juan de Puerto Rico, 1971) es una soprano de relevancia internacional, hija de la también soprano puertorriqueña Evangelina Colón y el psicoanalista cubano Dr. Ángel Martínez.

## Biografía
Estudió en la Juilliard School y se perfeccionó en la Houston Grand Opera, llegando a ser finalista en 1993 en las Metropolitan Opera National Council Auditions.
Entre sus más importantes trabajos destacan su papel de Micaela en Carmen en la Metropolitan Opera, en Rusalka en el Festival de Glyndebourne (Sunday Telegraph), en Simon Boccanegra en la Ópera de la Bastille, su Luisa Miller en el Covent Garden, su Fiordiligi de Così fan tutte en el Festival de Salzburgo, su condesa de Las bodas de Fígaro en la Ópera Estatal de Baviera... 
Creó el papel de Lucero en la ópera de Daniel Catán Salsipuedes y ha cantado en los más prestigiosos auditorios, como la Ópera de San Francisco, la Netherlands Oper, la Ópera de Los Ángeles, la Ópera de Santa Fe, la Dresden Semper Oper, la Ópera Estatal de Viena, la Ópera de Seattle, la Ópera Estatal de Stuttgart, la Ópera de Bonn, la Ópera Alemana de Berlín, la Ópera de Hamburgo, la Ópera de la Ciudad de Nueva York, la Gran Ópera de Florida, la Ópera Nacional de Washington, etc.
Está casada con el tenor Chad Shelton y tienen un hijo nacido en 2007.

## Actuaciones especiales
El 11 de marzo de 2016, Martínez cantó "Ave Maria" de Bach/Gounod y "Pie Jesu" del Requiem' de Fauré ' durante los servicios funerarios de Nancy Reagan.
Proporcionó la voz para el personaje de Monica Bellucci, Alessandra 'La Fiamma', en la tercera temporada de Mozart in the Jungle.

## Discografía
- Soprano Songs and Arias: Ana María Martínez, 2005.
- Dvorak: Rusalka, Glyndebourne, 2010.
- Amor, Vida de mi Vida, (DVD), 2009.
- Weisgall: T’Kiatot Rituals for Rosh Hashana, Naxos, 2004.
- Levy: Masada (Canto de Los Marranos) Milken Archive of American Jewish Music, Naxos, 2004.
- Introducing the World of American Jewish Music Milken Archive of American Jewish Music, Naxos, 2003.
- Castelnuovo – Tedesco: Naomi & Ruth, Naxos, 2003.
- Spanish Night from the Berlin Waldbühne, (DVD) Naxos, 2003.
- Rodrigo: 100 Años – La Obra Vocal, I y II, EMI, 2002.
- Rodrigo: 100 Años – La Obra Vocal, IV y V, EMI, 2002.
- Albéniz: Henry Clifford, 2003.
- Albéniz: Merlin, Decca, 2000.
- Catan: Florencia en el Amazonas, 2003.
- Glass: Philip on Film, 2001.
- Glass: Symphony No. 5, Nonesuch, 2000.
- Glass: La Belle et la Bête, Nonesuch, 1995.
- Bacalov: Misa Tango, Deutsche Grammophon, 2000.
- Sheng: The Song of Majnun – A Persian Romeo and Juliet, Delos, 1997.
- American Dream: Andrea Bocelli's Statue of Liberty Concert.
- Mozart: Così fan tutte, (DVD) Decca, 2007.
- Leoncavallo: Pagliacci, Decca, 2007.
- Mercurio: Many Voices, Sony, 2006.